# Manufaktura porcelany Nymphenburg

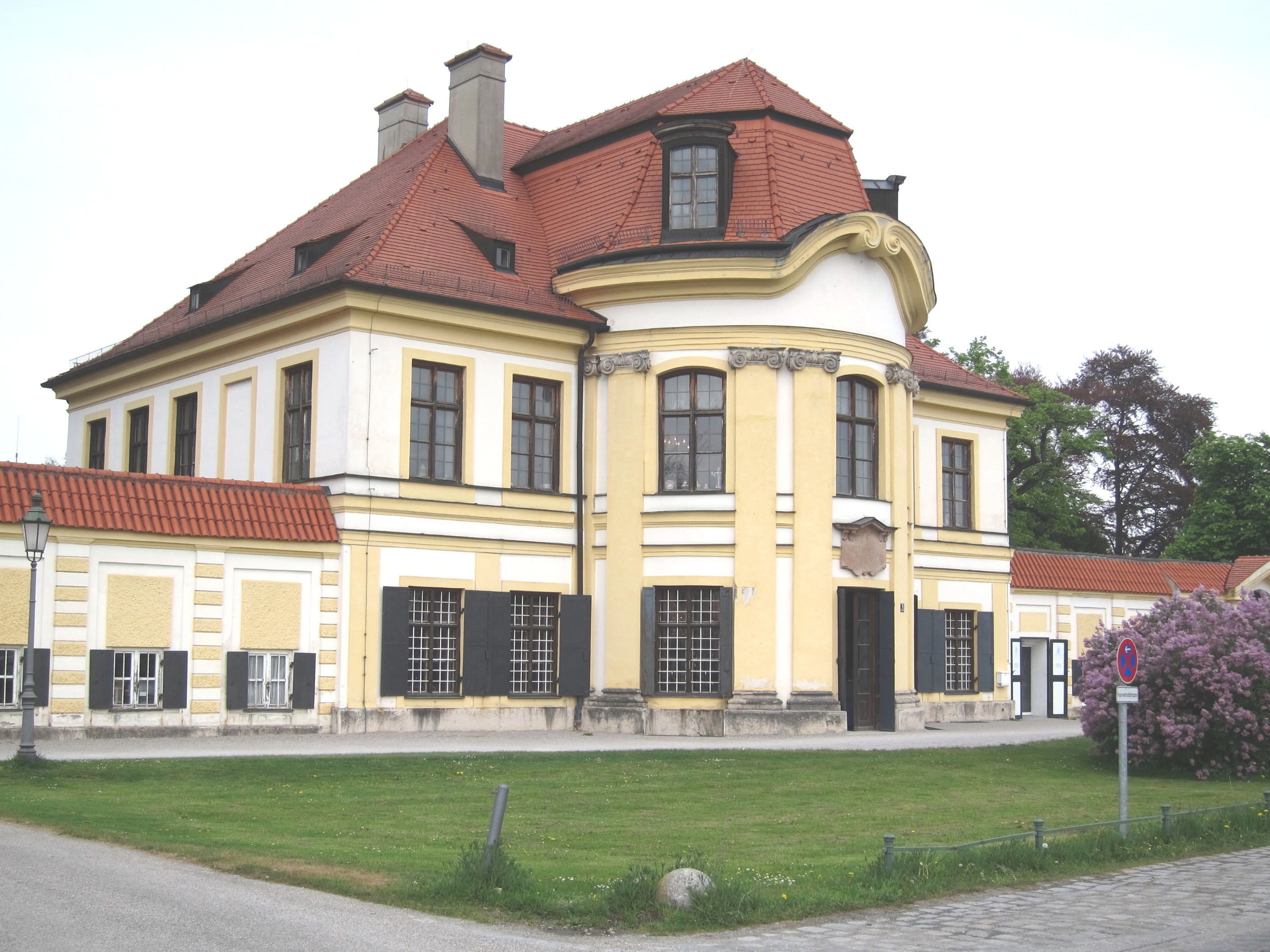
Budynek główny manufaktury

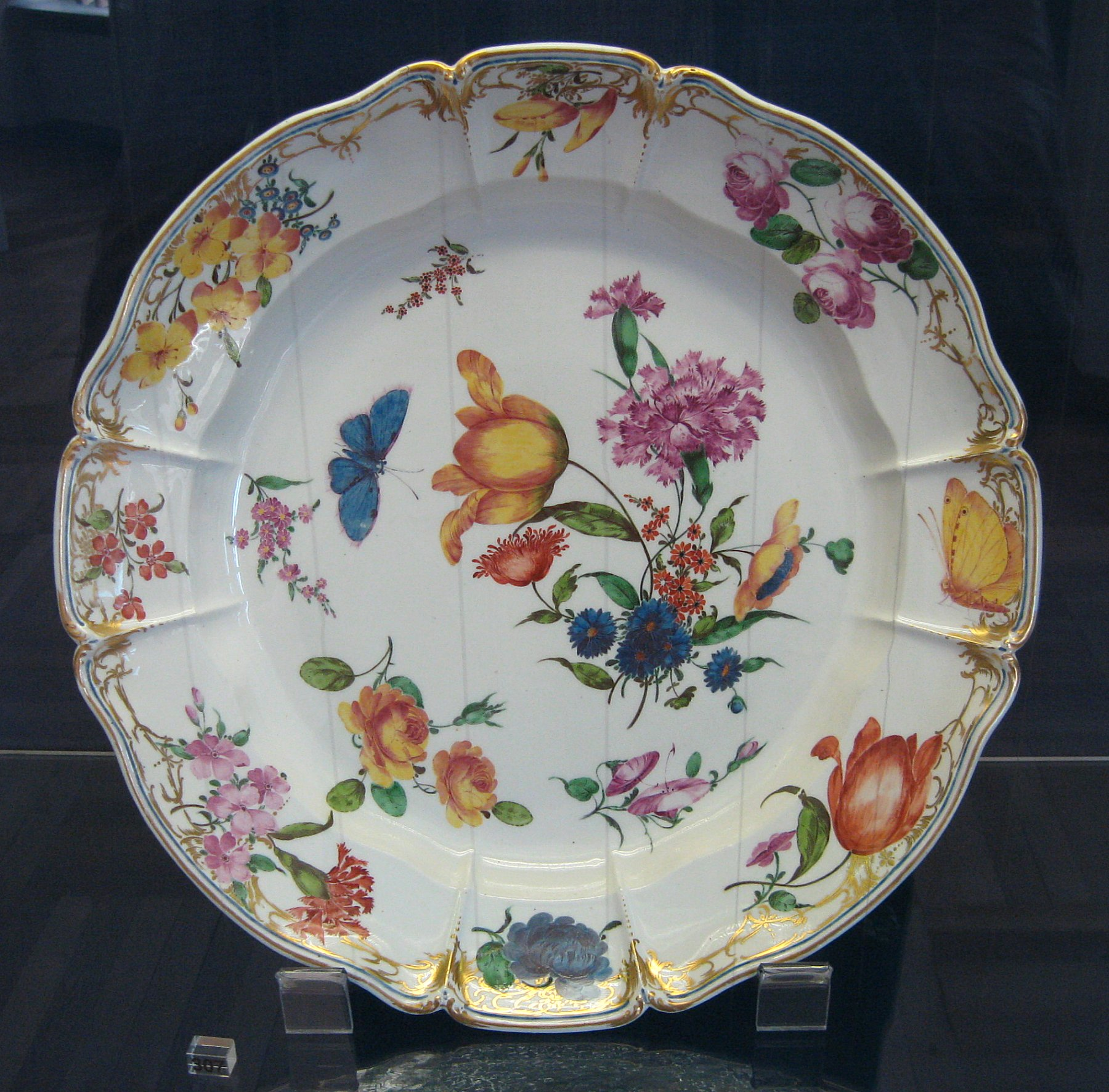
Talerz z serwisu dworskiego, 1760-1765

Manufaktura porcelany Nymphenburg – wytwórnia porcelany założona 1761 w pałacu Nymphenburg w Monachium. Zalicza się obok manufaktur w Miśni i Sevres do najwybitniejszych zakładów tego rodzaju na świecie.

## Historia
Elektor bawarski Maksymilian III po objęciu władzy w roku 1745 popierał tworzenie manufaktur, które miały wzbogacić skarb państwa. W Bawarii w latach 1747–1754 próbowano wytwarzać porcelanę w monachijskim zamku Neudeck, jednak nie osiągnięto spodziewanych zysków. Dopiero gdy 3 listopada 1754 zaangażowano rzeźbiarza-projektanta Franza Antona Bustellego, opanowano właściwą technologię produkcji. W następnym roku dwór elektorski udzielił pierwsze zlecenia, zaś w roku 1756 udało się malowanie porcelany.
W roku 1761 manufaktura otrzymała nową siedzibę w budynku zaprojektowanym przez Josepha Effnera na terenie pałacu Nymphenburg. Następcy Bustellego, Dominik Auliczek starszy i Johann Peter Melchior przyczynili się do rozkwitu manufaktury. W roku 1765 zatrudniała ona już 187 osób. Król Bawarii Ludwik I Wittelsbach udzielał wiele zamówień na serwisy z kopiami słynnych obrazów. W roku 1810 Anton Auer otrzymał zlecenie na przeniesienie galerii królewskiej na serwis porcelanowy.
W 1815 naczelnym malarzem został Christian Adler, również syn Antona Auera, Maximilian Joseph był malarzem porcelany. Od roku 1822 kierownikiem artystycznym mianowano Friedricha von Gärtnera. W połowie XIX wieku manufaktura podupadła, w roku 1856 wstrzymano produkcję porcelany artystycznej, od roku 1862 manufakturę wydzierżawiono i ograniczono się do produkcji porcelany technicznej i sanitarnej.
Albert Bäuml (1855–1929) wydzierżawił w 1887 manufakturę z zamiarem przywrócenia jej dawnej świetności. Na początku XX wieku obok kopii historycznej porcelany produkowano serwisy w stylu secesyjnym. Po śmierci Alberta Bäumla manufakturę prowadzili jego trzej synowie, w latach 1975–2011 rząd bawarski wydzierżawił manufakturę funduszowi Wittelsbachów, a od 1 października 2011 manufakturę przejął książę książę Luitpold Bawarski.

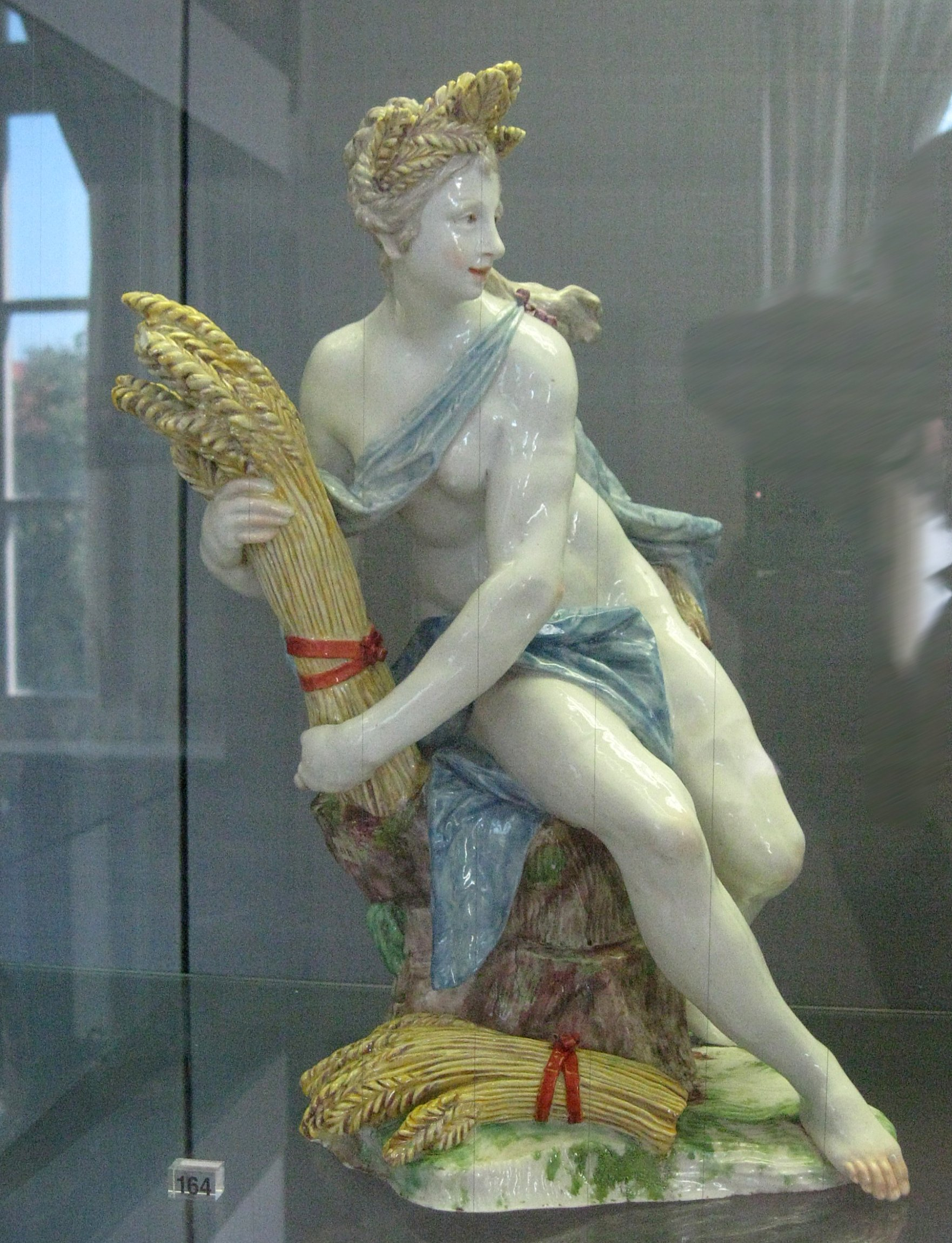
Ceres
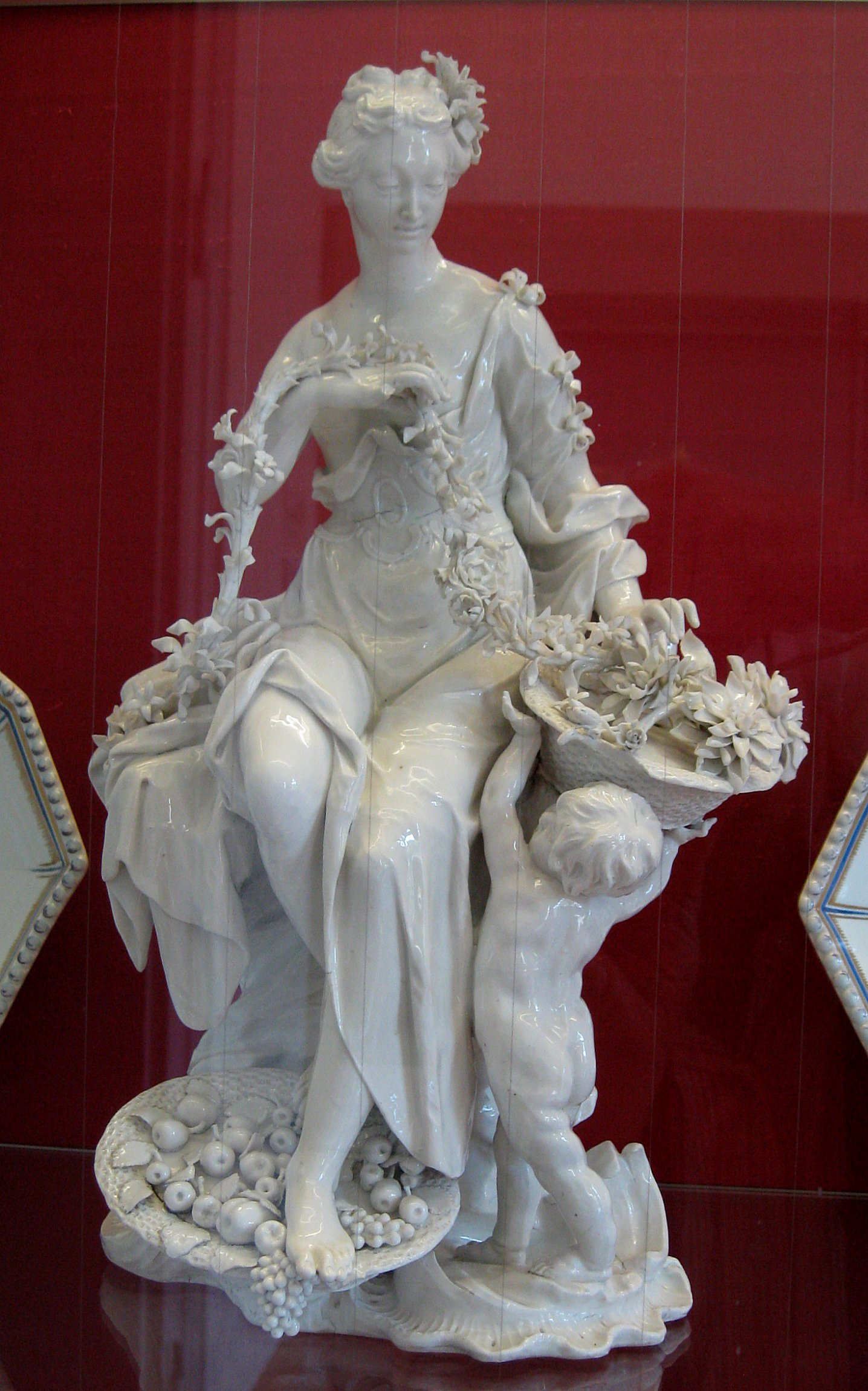
Bogini
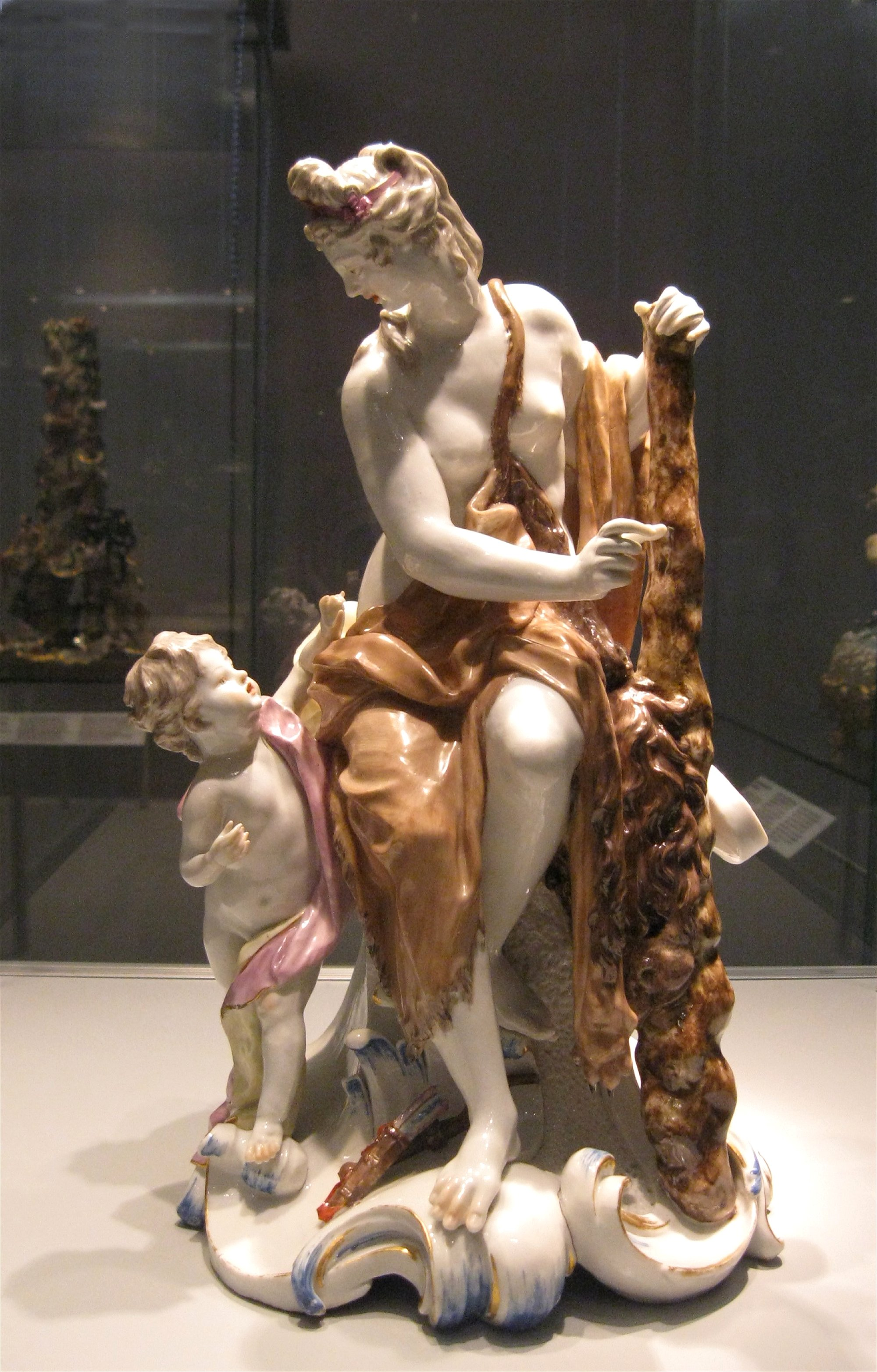
Omfale
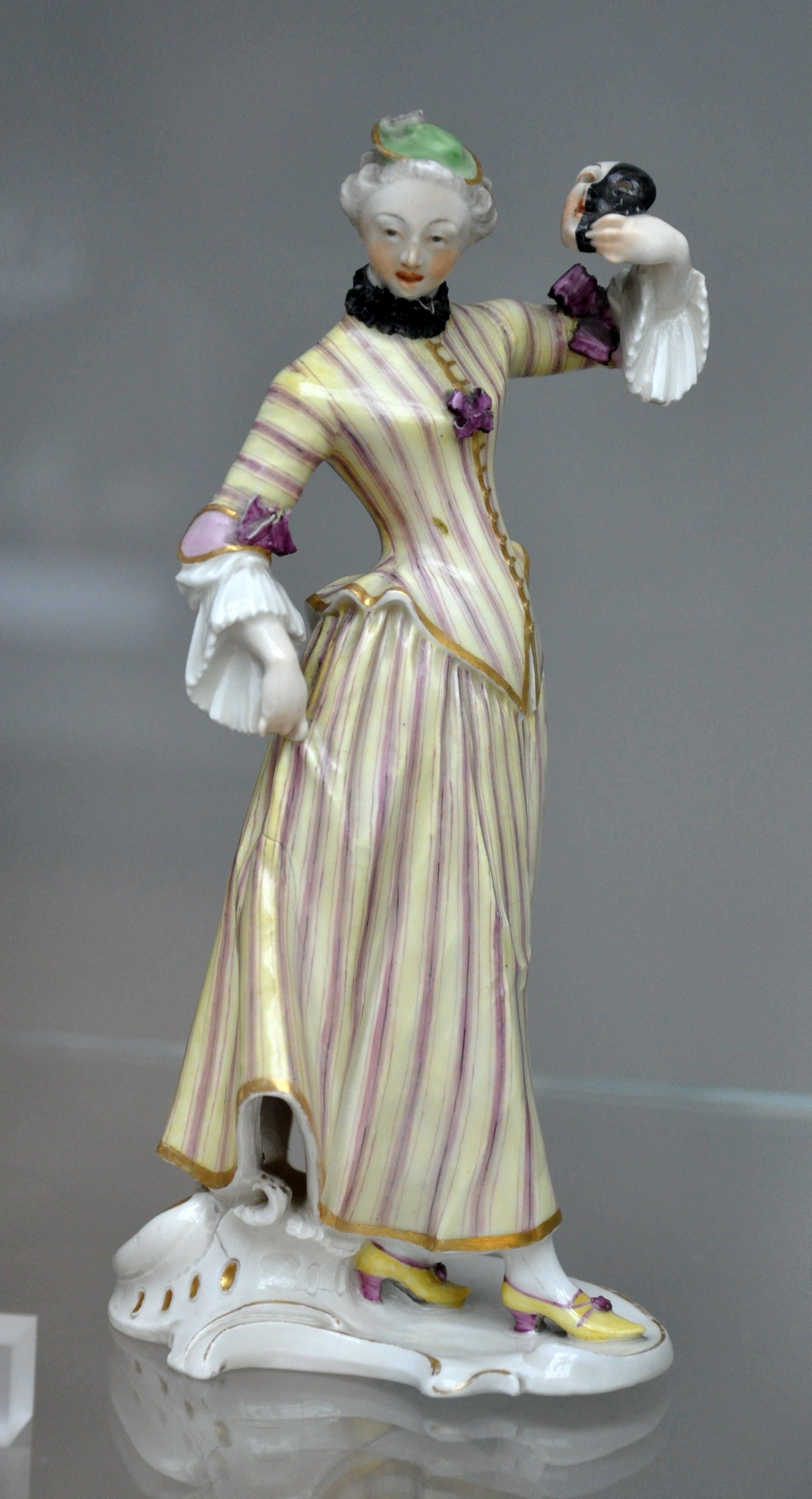
Kolombina